# Weston, Missouri
Weston är en ort i Platte County i delstaten Missouri, USA.